# Collège Université de Reims
Le Collège Université, est un collège est situé au 20 rue de l'Université à Reims, en France rattaché à l’Académie de Reims. Il comporte 22 classes pour environ 600 élèves.
Il se situe à l’emplacement de l’Université de Reims qui avait été fondée en 1548.

## Historique

### Collège des bons enfants
En 1544, débute, en vis-à-vis de l’hôpital Saint Antoine, les travaux de construction d’un nouveau et ambitieux collège des bons enfants destiné à recevoir, les boursiers de l’époque, les pauvres pensionnaires, mais aussi des élèves externes.
 

### Université de Reims
L'université de Reims est fondée en 1548 grâce au patronage de Charles de Lorraine (1524-1574), membre influent de la maison de Guise, archevêque de Reims depuis 1545 et qui héritera de son oncle, Jean III de Lorraine (1498-1550), le titre de cardinal de Lorraine.
Charles obtient du pape Paul III, par une bulle du 5 janvier 1548, et du roi, par lettres patentes, la transformation du collège des Bons-Enfants de Reims en une université à quatre facultés : arts, droit, médecine et théologie.
Les cours de théologie se donnaient dans la chapelle Saint-Patrice, convertie progressivement en salle de classe.
L’université cohabite avec le Collège des bons enfants.
Le Cardinal de Lorraine Charles de Lorraine, fera poursuivre la construction en fermant le bâtiment initial pour lui donner une forme carrée autour d’une cour qui sera maintenue jusqu'à la reconstruction du bâtiment rue de l’Université tel qu’il est connu aujourd’hui.
En 1792, le collège Bons Enfants devint le collège constitutionnel.

### Lycée impérial
La loi du 11 floréal de l’an X, votée le 1er mai 1802 sous le consulat de Napoléon, réorganise complètement l'instruction publique 
Cette loi institua les lycées en remplacement des écoles centrales et réforma l'enseignement secondaire et spécial.
En 1804, il devint lycée impérial.

### Lycée Université
En 1886, on reconstruit l’établissement et nait ainsi le bâtiment donnant sur la rue de l’Université, avec une belle façade de style Renaissance.
Pendant la grande guerre le bâtiment est durement touché mais est rebâti.
En 1938, un nouveau bâtiment est inauguré sous l’appellation « le Petit lycée ».

### Collège Université
En 1966, le lycée devient collège université et débute la mixité avec les classes de la 6e à la 3e.
En 1970, un gymnase est construit le long de la rue Voltaire.
La mixité sera complète au début des années 1970.
En 1972, les fouilles préalables à la construction de la cantine scolaire rue de Contrai, mettent au jour la Porte Bazée.

## Architecture

### bâtiment historique, rue de l’Université
Le bâtiment historique de l'établissement, donnant sur la rue de l’Université, a été érigé en 1866, avec une belle façade de style Renaissance.

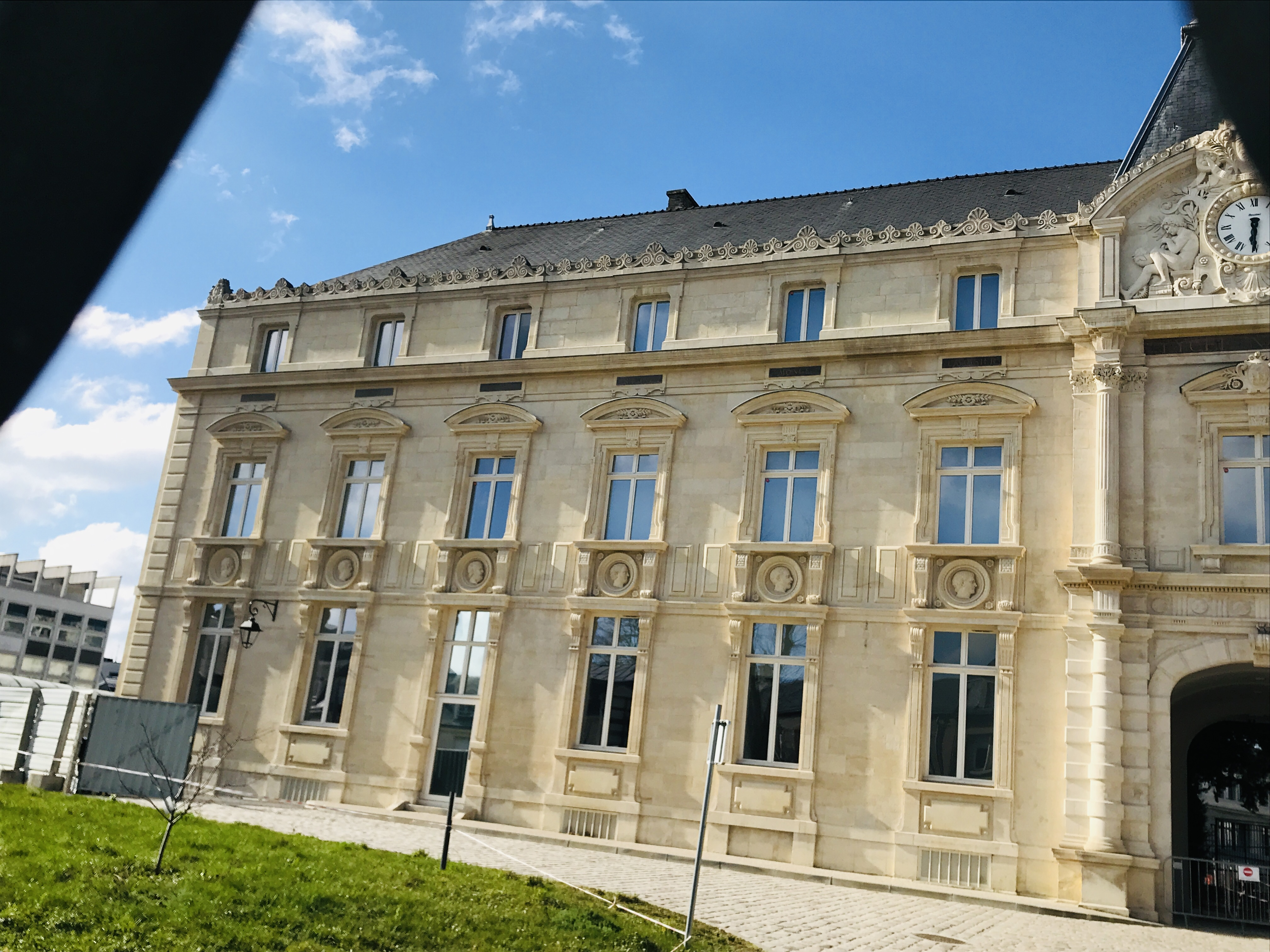
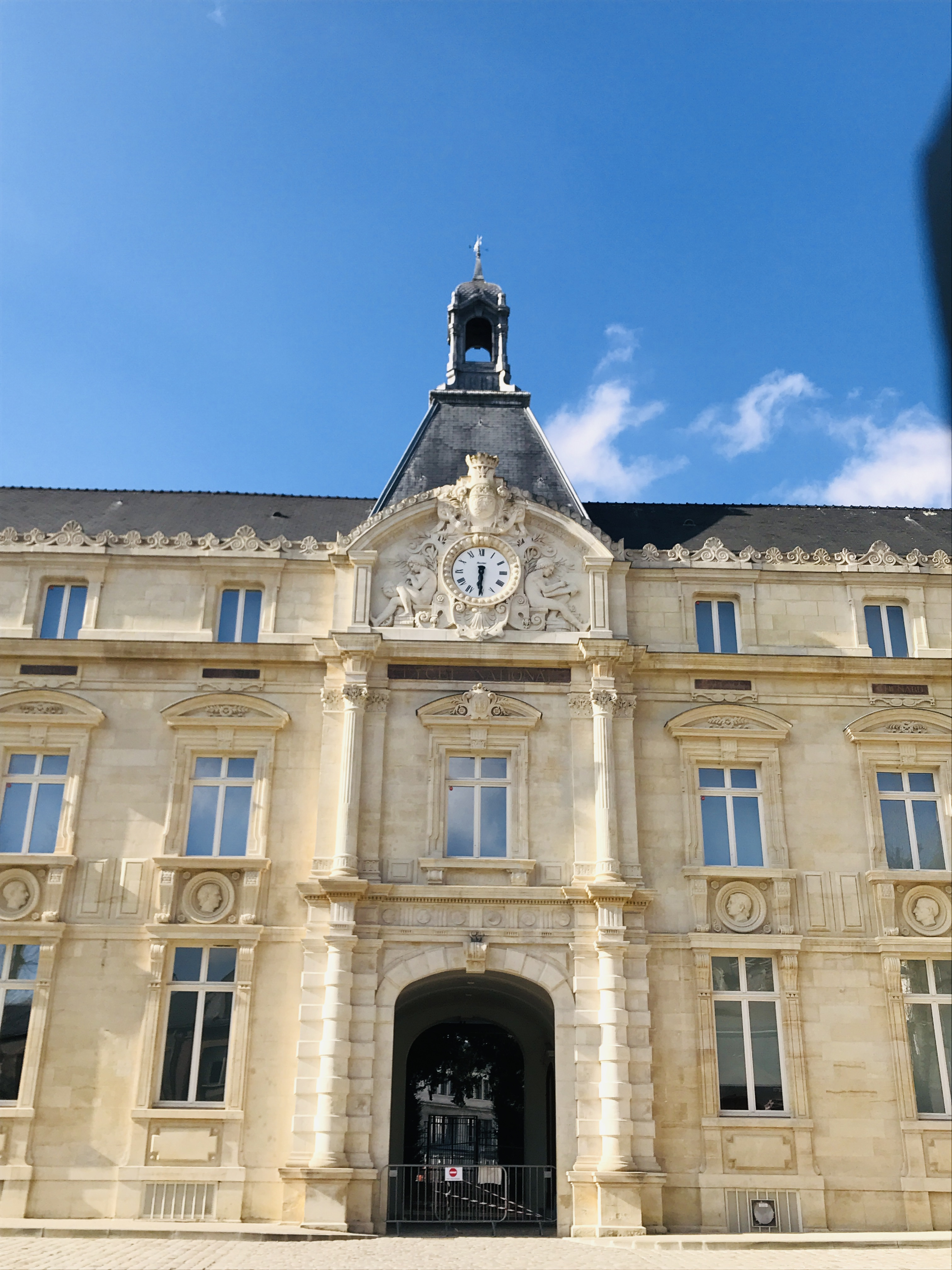
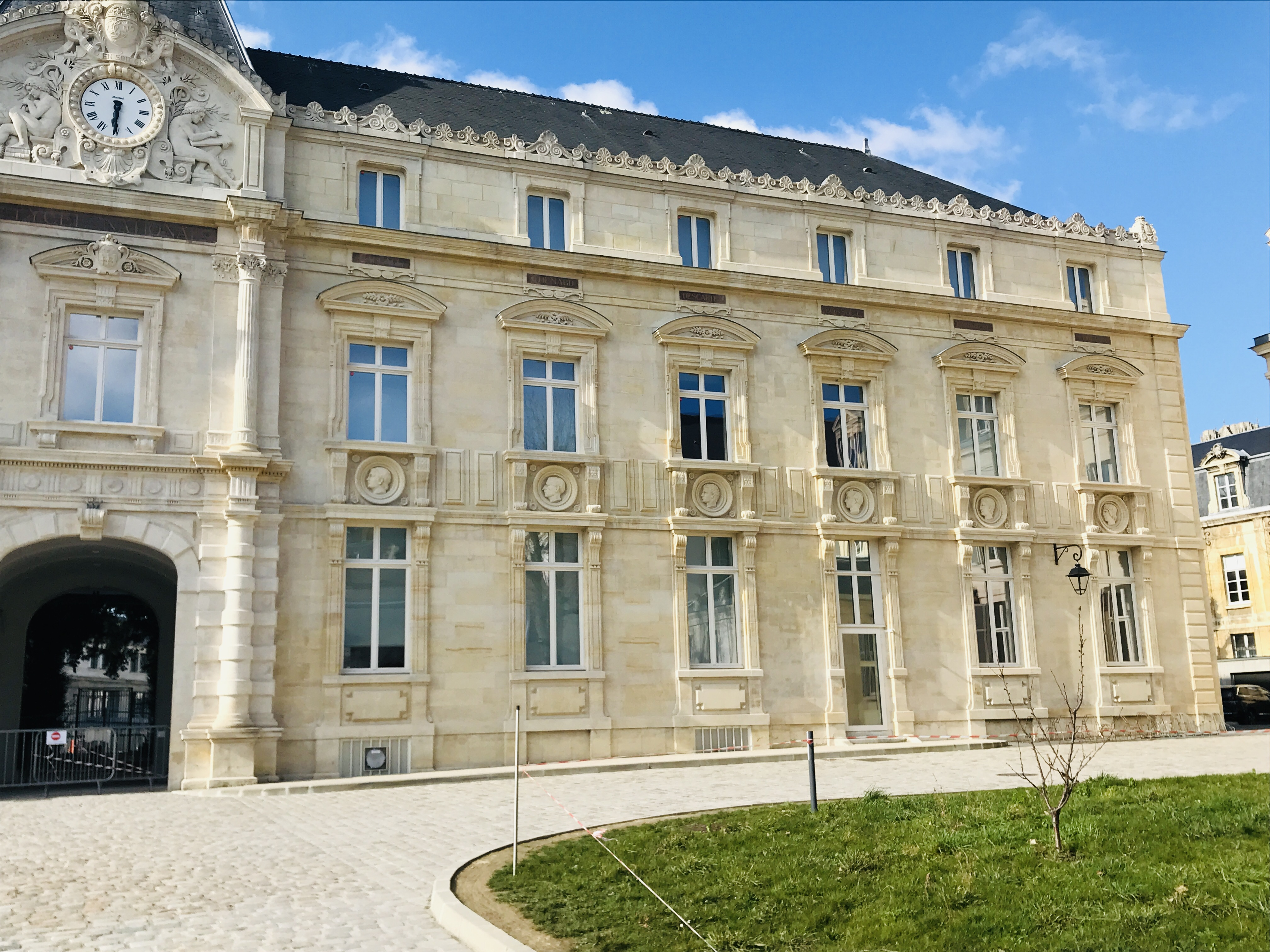

### Bâtiment Voltaire, rue Voltaire

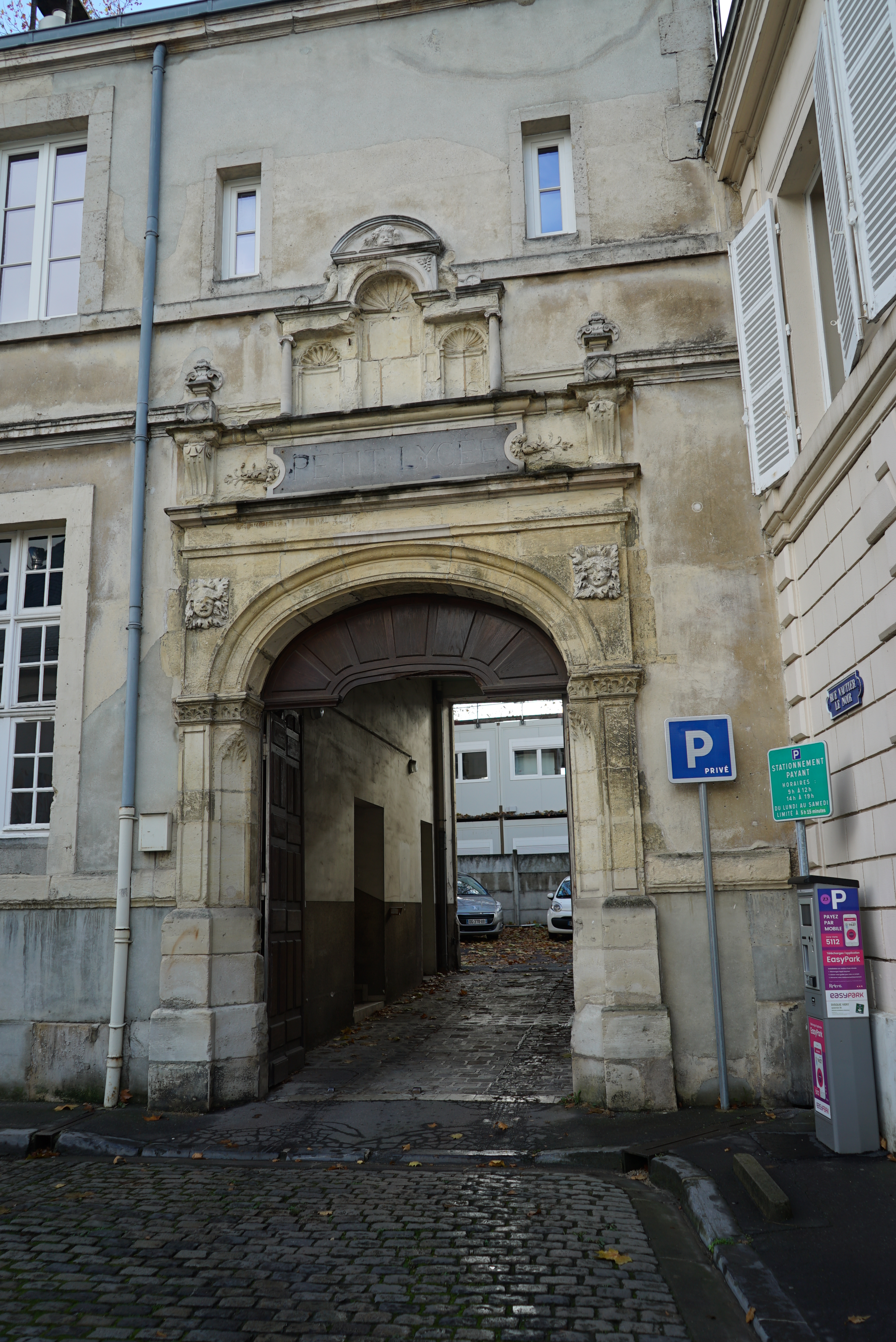
Portail de l'ancien collège Université avec les deux têtes de "Jean qui rit" et "Jean qui pleure".

En 1938, un nouveau bâtiment dénommé actuellement « Voltaire », est inauguré sous l’appellation « le Petit lycée » inscrit sur son fronton. Il est de style mélangé Art déco et Moderniste.

### Bâtiment, rue de Contrai
Ce bâtiment donne sur la rue de Contrai.

## Galerie

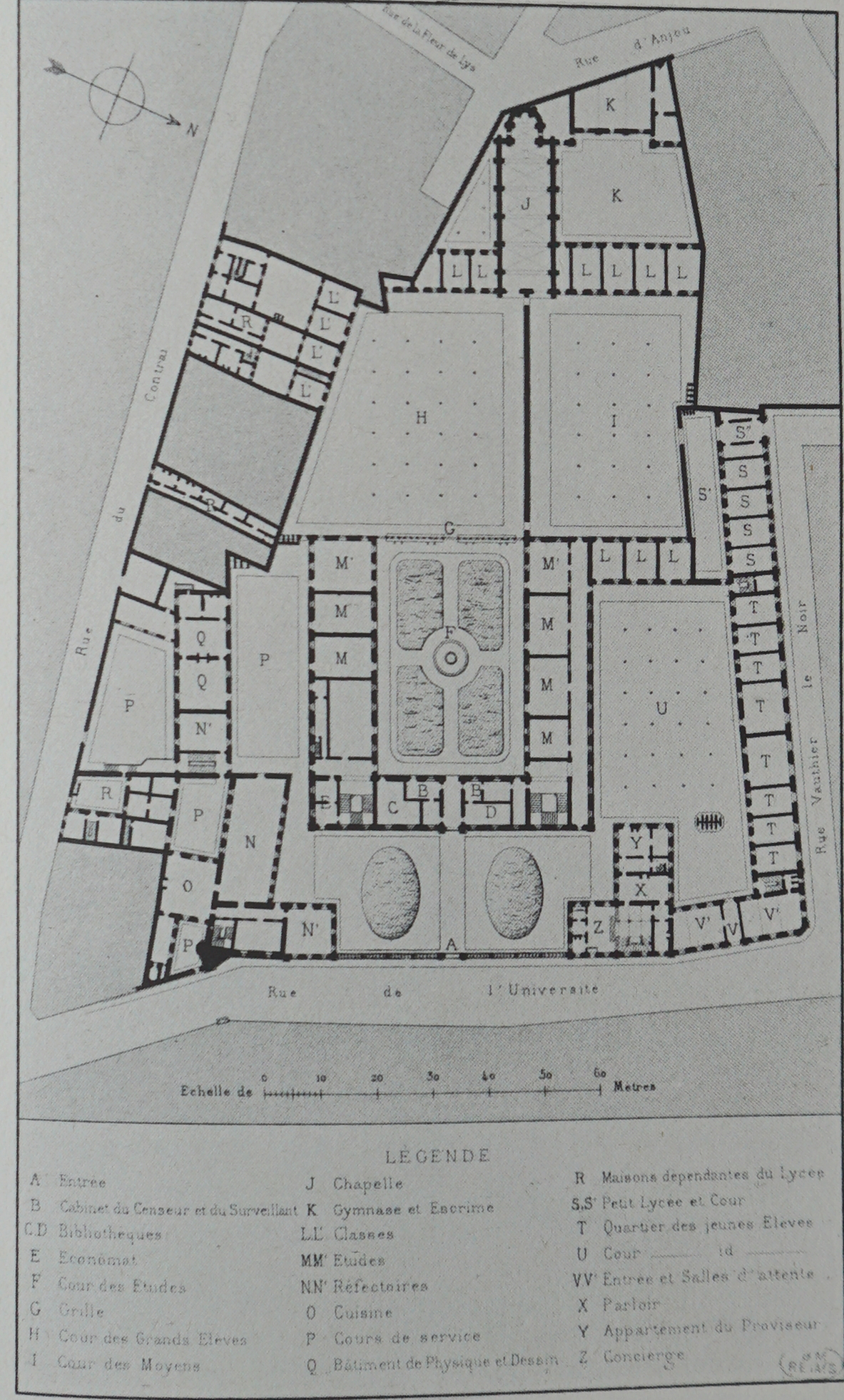
Plan du Collège des bons enfants.
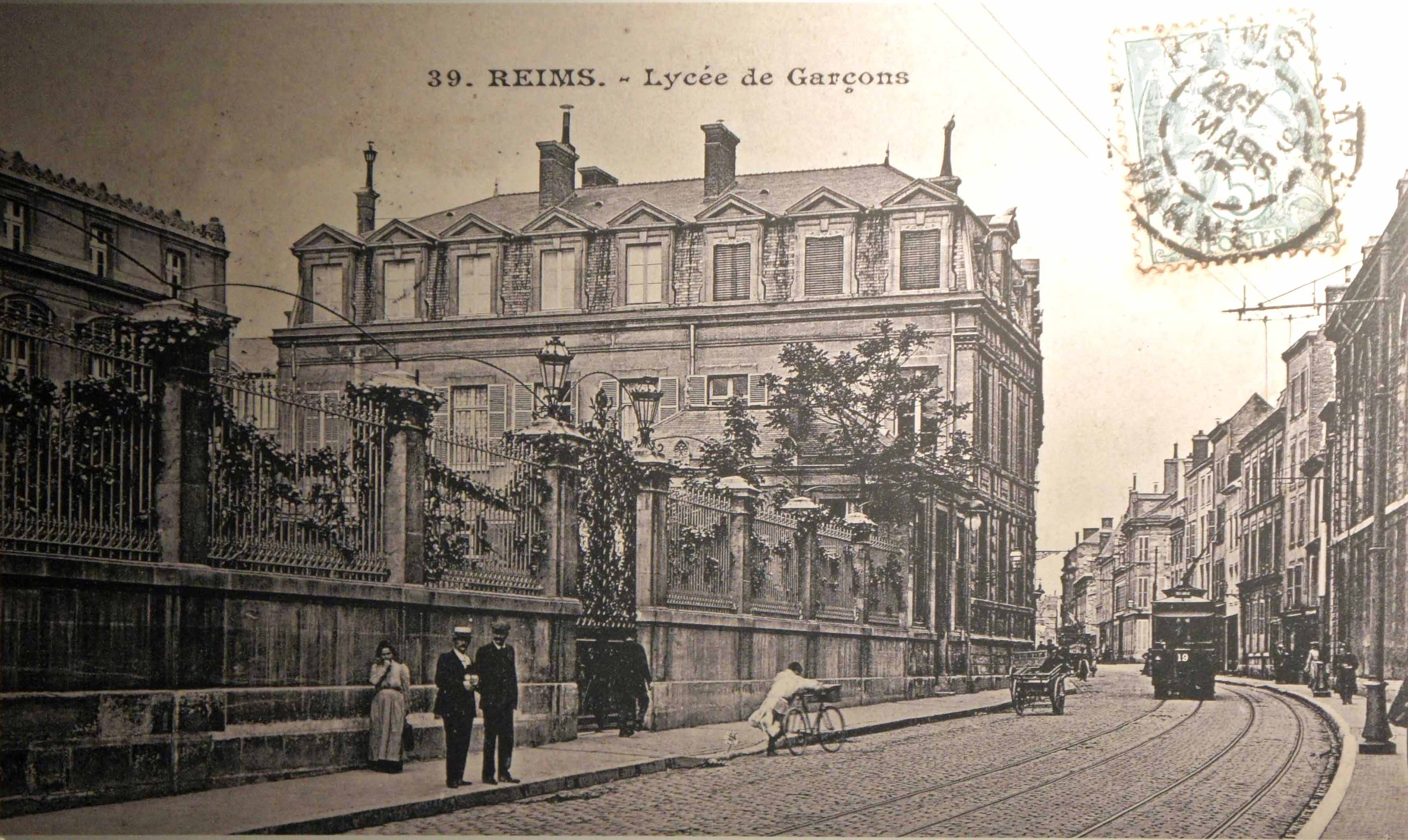
Lycée des garçons.
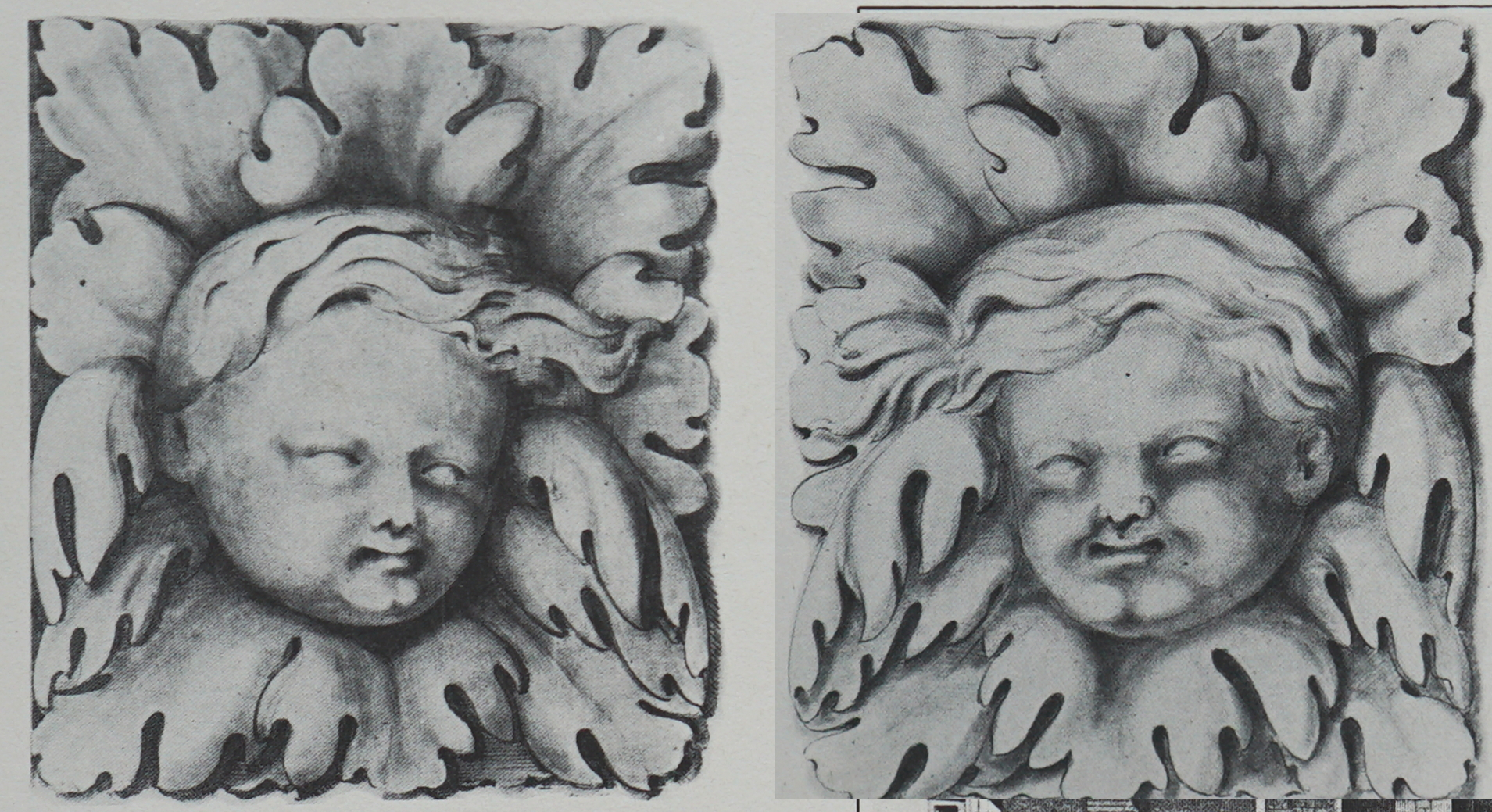
Enfant triste et enfant joyeux.
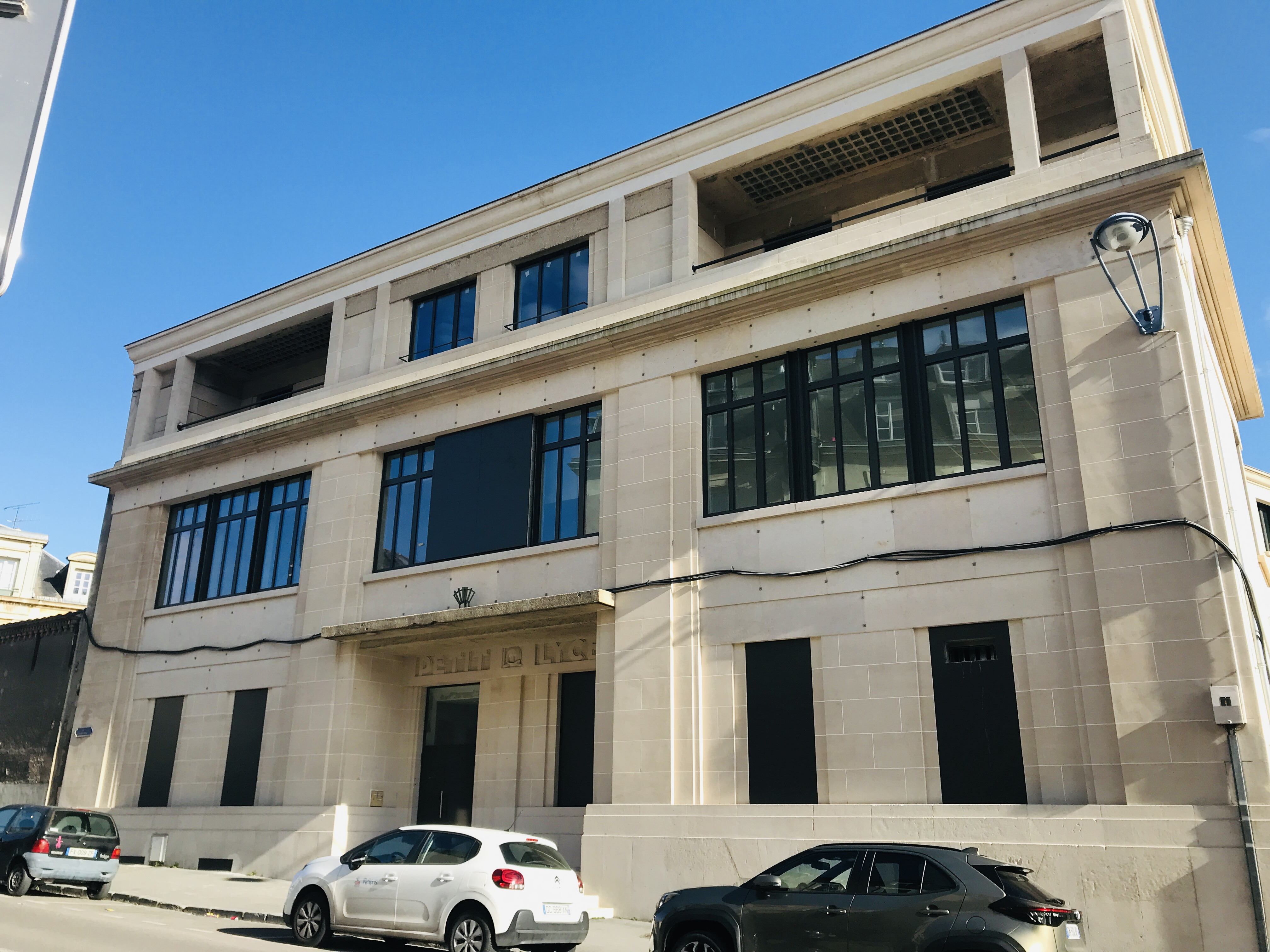
Petit-Lycée.